# Zamarada unisona
Zamarada unisona là một loài bướm đêm trong họ Geometridae.